# Powiat Trzebnicki
Der Powiat Trzebnicki ist ein Powiat (Kreis) in der Woiwodschaft Niederschlesien in Polen. Der Powiat hat eine Fläche von 1.026 km² und etwa 85.000 Einwohner.
Vor 1945 bestand der deutsche Landkreis Trebnitz mit der Kreisstadt im heutigen Trzebnica.

## Gemeinden
Der Powiat umfasst sechs Gminas, davon
vier Stadt-und-Land-Gemeinden
- Oborniki Śląskie (Obernigk) – 20.287
- Prusice (Prausnitz) – 9352
- Trzebnica (Trebnitz) – 24.442
- Żmigród (Trachenberg) – 14.608

und zwei Landgemeinden
- Wisznia Mała (Wiese) – 10.624
- Zawonia (Schawoine) – 5913

Einwohnerzahlen vom 31. Dezember 2020